# 奧田碩
奥田碩（日语：／ Okuda Hiroshi，1932年12月29日—），是一名知名日本實業家，在1995年至1999年担任丰田汽车社长，現任豐田汽車公司顧問、一般社團法人日本經濟團體聯合會名譽會長、一般財團法人中東協力中心會長。

## 生平
出身於三重縣津市，先後就讀三重縣立松阪北高等學校（今三重縣立松阪工業高等學校）和一橋大學商学部，並且於1955年畢業。知名企業家奥田務是他的弟弟。
他經常就各種社會和政治議題表態。